# ستاره گرد
«ستاره گَرد» (انگلیسی: The Star Rover) یک کتاب از جک لندن است.
این کتاب در سال ۱۹۱۵ توسط انتشارات مکمیلن در ایالات متحده آمریکا منتشر شده‌است.

## داستان
دکتر داریل استندینگ که پروفسور دانشگاه که به قتل متهم شده و منتظر اعدام است. او در زندان راهی می یابد که به زندگی های قبلی اش برود...